# Arsaces X
Arsaces X (c. 122-121 a. C.) fue un soberano de Partia que reinó tras la muerte de Artabano I. Su breve reinado es obviado por las fuentes pero los nuevos estudios numismáticos sugirieron la presencia de este rey entre los reinados de Artabano I y Mitrídates II (octubre/noviembre 122- marzo/abril 121 a. C.).

## Problemas de identificación
Durante el siglo XIX el nombre de Arsaces X fue asociado a un personaje que en el año 77 a. C. luchaba por el trono parto durante la Época oscura de Partia, fechas que coincide con Arsaces XVI.
En 1893 el numismático británico Edward J. Rapson estudió un tetradracma parto con una tipología típica de las emisiones hechas en Seleucia del Tigris pero sin determinar su emisor. Años después las investigaciones atribuyeron la moneda a Himero, gobernador de Babilonia en tiempos de Fraates II y que fue expulsado por el rey de Caracene, Espaosines; aunque después añadió la teoría de que fuera un retrato temprano de Mitrídates II merced al epíteto ΕΠΙΦΑΝΟΥΣ (epifanos El glorioso).
Esta propuesta fue altamente aceptada durante años. Sin embargo estudios posteriores, han tenido en cuenta que Mitrídates II es hijo de Priapatios (muerto en el 170 a. C.), y debía estar ya en su etapa adulta. Así en las primeras monedas de Mitrídates (121 a. C.) figura en el anverso como un hombre adulto de barba poblada y con el reverso muy repetido en las monedas partas: personaje sentado sobre ónfalo sosteniendo un arco. Por su parte, las monedas de Arsaces X se trataría de un hombre barbado joven con un reverso en el que se muestra a Deméter sosteniendo una Niké y una cornucopia (aparece también en las monedas de Bagasis) y la leyenda ΒΑΣΙΛΕΩΣ ΑΡΣΑΚΟΥV ΕΠΙΦΑΝΟΥΣ ΦΙΛΈΛΛΗΝ (Rey Arsaces el Glorioso filoheleno). Nos encontraríamos por tanto ante dos personajes totalmente distintos.
Las tesis actuales también han tenido en cuenta las fuentes documentales. Los últimos colofones babilónicos de Artabano I están fechados en octubre/noviembre del 122 a. C. mientras que el primer documento claro del reinado de Mitrídates II coincide con un eclipse recogido en los diarios astronómicos de Babilonia en el 1 Nisanu 191 SEB (marzo/abril 121 a. C.), primer año de su reinado. Por tanto si nos atenemos a las evidencias numismáticas y a estos datos documentales surge la figura de un nuevo rey, Arsaces X, que ocuparía el vacío de medio año entre ambos reyes.
La relación familiar entre Arsaces X y demás miembros es todavía dudosa, si bien durante mucho tiempo se atribuyó a Artabano I la paternidad de Mitrídates II, las posteriores investigaciones han desechado esta relación paterno-filial y determinan Arsaces X pudo ser hijo de Bagasis o Artabano I. Los investigadores actuales establecen dos teorías sobre la base de lo descrito por Justino, principal fuente para este periodo, para la relación familiar y el nombre de Arsaces X: La primera es que posiblemente su nombre fuera Artabano, así puede que Justino fusionara el reinado de Artabano I con el de Arsaces X Artabano hasta entroncarlo con la sucesión en Mitrídates II. La segunda, tal vez su nombre fuera Mitrídates y es posible que Justino confundiera o asociara ambos nombres (Arsaces X Mitrídates y Mitrídates II).
Carecemos de datos sobre el corto reinado de Arsaces X. Tras su muerte fue sustituido por su tío Mitrídates II.
| Predecesor: Artabano I | Rey de Partia (de la Dinastía Arsácida) 122–121 a. C. | Sucesor: Mitrídates II |